# Язловецька синагога
Язловецька синагога, також Язловецька біжниця — втрачений, відомий свого часу головний молитовний будинок юдейської громади в колишньому місті Язловець (нині село Бучацького району на Тернопіллі). 
Збудована також як оборонна споруда в XVI столітті на одному з міських горбів. Стиль —  ренесанс. Як визначна пам'ятка архітектури, перебувала під охороною «консерваторського уряду» Королівства Галичини та Володимирії.
1916 року спалена московитами. У 1920-х роках завдяки коштам язловецьких юдеїв в Америці відбудована (сума склала близько 10000 $).
Зазнала сильних руйнувань під час другої світової, була розібрана на будівельний матеріал після встановлення влади більшовиків.